# Норен, Ирв
Ирвинг Арнольд Норен (англ. Irving Arnold Noren, 29 ноября 1924, Джеймстаун, Нью-Йорк — 15 ноября 2019, Карлсбад, Калифорния) — американский бейсболист и тренер. Играл на позиции аутфилдера. Выступал в Главной лиге бейсбола с 1950 по 1960 год. Победитель Мировой серии 1952 и 1953 годов как игрок «Нью-Йорк Янкис», 1972 и 1973 годов как член тренерского штаба «Окленд Атлетикс». Участник Матча всех звёзд лиги 1954 года.

## Биография

### Ранние годы
Ирвинг родился 29 ноября 1924 года в Джеймстауне в семье эмигранта из Швеции Перри Норена, управлявшего своей пекарней, и его супруги Виктории. У Ирвинга также был старший брат Эверетт, позднее унаследовавший семейный бизнес, и младшая сестра Джанет. В 1936 году семья переехала в Пасадину, где Перри продолжил заниматься пекарней, а Ирвинг пошёл в старшую школу. Параллельно с учёбой, Норен играл в бейсбол и баскетбол, был одним из лучших игроков штата. После окончания школы, в 1942 году, он поступил в начальный колледж Пасадины, но на второй год обучения был призван на военную службу.
Во время начальной подготовки на базе Форт-Орд в Калифорнии Норен повредил колено и перенёс операцию. Несмотря на это он продолжал играть в бейсбол и в армии. В 1945 году Ирв женился на телеграфистке Виде Мэй Мьюз, работавшей недалеко от военной базы. Демобилизовавшись в 1946 году, он вернулся в колледж, где продолжил обучение и спортивную карьеру, по-прежнему хорошо проявляя себя на баскетбольной площадке. Ирв также попал в поле зрения скаута клуба «Бруклин Доджерс» и 15 марта 1946 года подписал с командой контракт. После весенних сборов в Техасе, он отправился в команду С-лиги «Санта-Барбара Доджерс». Там он перешёл с позиции игрока первой базы на место аутфилдера и по итогам сезона стал лучшим в Калифорнийской лиге по числу хитов (188), а также выбил 33 дабла, 14 триплов и набрал 129 RBI. В декабре 1946 года Норен также провёл три матча за команду НБЛ «Чикаго Америкен Гирс», но затем генеральный менеджер «Доджерс» Бранч Рикки запретил ему играть в баскетбол.
Следующие два сезона Ирв провёл в составе «Форт-Уорт Кэтс» в АА-лиге. В 1948 году команда стала чемпионом Техасской лиги, а Норен был признан её Самым ценным игроком. Весной 1949 года он провёл предсезонные сборы с основной командой «Доджерс», а затем уехал играть за клуб Лиги тихоокеанского побережья «Голливуд Старз». Там Ирв снова стал MVP лиги и любимцем болельщиков. Тем не менее, в сентябре его продали в «Вашингтон Сенаторз» за 70 тысяч долларов: Бранч Рикки потерял 500 тысяч, вложенных в футбольную команду и пытался компенсировать убытки продажей ряда талантливых бейсболистов.

### Главная лига бейсбола
В своём дебютном сезоне за «Вашингтон» Ирв отбивал с показателем 29,5 %, выбил 18 хоум-ранов и набрал 98 RBI. Он провёл сто матчей подряд. В начале августа 1951 года он простудился и травмировал колено, а в матче с «Бостон Ред Сокс», при попытке украсть базу, Норен получил перелом челюсти. Его серия, по ходу которой он особо хорошо играл против «Нью-Йорк Янкис», прервалась.

#### Нью-Йорк Янкис
Третьего мая 1952 года «Янкис», нуждавшиеся в усилении аутфилда, выменяли его у «Сенаторз». В 93 играх за команду Ирв отбивал с показателем только 23,5 %, но в концовке помог команде выиграть борьбу за победу в Американской лиге у «Кливленд Индианс». В Мировой серии «Янкис» выиграли у «Бруклин Доджерс» в семи матчах, Ирв выходил на поле в четырёх из них. В межсезонье клуб пытался обменять его, но покупателей не нашлось. Перед началом весенних сборов 1953 года Норен персонально занимался с главным тренером «Янкис» Кейси Стенгелом над своей стойкой, чтобы увеличить дальность полёта мяча после удара.
Успешно проведя сборы, Ирв стал четвёртым аутфилдером команды. Стенгел активно использовал ротацию состава и за сезон он провёл 109 игр, в которых отбивал с показателем 26,7 %. Команда в пятый раз подряд выиграла Американскую лигу. В Мировой серии «Янкис» снова играли против «Доджерс» и одержали победу 4:2. Норен выходил на поле в качестве пинч-хиттера в двух играх серии. В 1954 году состав команды пополнил ветеран Энос Слотер. Ирв начал сезон не лучшим образом, но стал играть чаще после травм трёх основных игроков аутфилда. К середине июля он был лучшим отбивающим лиги с показателем 36,6 % и получил приглашение на Матч всех звёзд. Сезон в целом стал для Норена лучшим в составе «Янкис», но команда уступила первое место в лиге «Кливленду».
Чемпионат 1955 года для Норена был отмечен первым в карьере удалением с поля, за что его оштрафовали на 100 долларов и дисквалифицировали на три дня, и редким инсайд-парк-гранд-слэм-хоум-раном, который он сделал в игре против «Канзас-Сити Атлетикс». В одной из игр в погоне за мячом он столкнулся со стеной и получил травмы коленей. Итоговый показатель отбивания Ирва составил 20,3 % и в Мировой серии против «Доджерс», проигранной со счётом 3:4, он играл мало, отметившись одним хитом и одним уоком. Проблемы со здоровьем продолжились в сезоне 1956 года, в котором Норен появился на поле всего 21 раз. Он не играл в победной для «Янкис» Мировой серии, а затем досрочно завершил турне команды по Японии, чтобы сделать операцию на коленях.

#### Заключительный этап карьеры
Перед началом сезона 1957 года «Янкис» отправили Ирва в «Канзас-Сити» во время крупного обмена с участием тринадцати игроков. За Атлетикс он играл неудачно и 31 августа клуб выставил его на драфт отказов. Норен оказался в «Сент-Луис Кардиналс», где в 17 играх сентября отбивал с показателем 36,7 %. В следующем сезоне он сыграл за команду в 117 матчах. 
Весной 1959 года Ирв потерял место в стартовом составе и вскоре был обменян в «Чикаго Кабс». Там он стал одним из лучших отбивающих, но чаще выходил на замену и был отчислен в июне 1960 года. Последней командой Норена стали «Лос-Анджелес Доджерс», за которых он провёл 26 игр. Всего в Главной лиге бейсбола он провёл одиннадцать сезонов, сыграл в одном Матче всех звёзд и трёх Мировых сериях.

### Тренерская карьера
В 1962 году Норен возглавил команду ААА-лиги «Гавайи Айлендерс», входившую в систему «Лос-Анджелес Энджелс». В течение двух лет он был играющим тренером команды, принял участие в 92 играх как бьющий, а в ещё девяти сыграл питчером. В 1964 году Ирв работал скаутом в «Вашингтон Сенаторз», а затем на четыре года ушёл из бейсбола.
К работе Норен вернулся в 1970 году, заняв пост главного тренера команды «Ниагара-Фолс Пайрэтс». На следующий год он, по приглашению своего друга Дика Уильямса, перешёл в штаб «Окленд Атлетикс» на должность тренера третьей базы. В команде Ирв проработал до середины 1974 года, покинув её из-за разногласий с новым главным тренером Элвином Дарком. С «Оклендом» он дважды побеждал в Мировой серии. Сезон 1975 года Норен провёл в тренерском штабе «Чикаго Кабс».
Помимо работы тренером, он, по примеру бывших партнёров по «Янкис» Йоги Берра и Фила Риззуто, занимался бизнесом. Норен владел винным магазином в Аркейдии, двумя спортивными магазинами и кегельбаном в Пасадине. В начале 2000-х годов он также был президентом Ассоциации домовладельцев Пасадины. Ещё одним увлечением Ирва были скачки.
Ирв Норен скончался 15 ноября 2019 года в Карлсбаде в возрасте 94 лет.